# Обарів
Оба́рів — село в Городоцькій сільській громаді Рівненського району Рівненської області України. Населення становить 3782 осіб.

## Географія
Територія Обарівської сільської ради розташована в центральній частині Рівненського району. Від с. Обарів до м. Рівне 5 км. Недалеко знаходиться місто Здолбунів (15 км).
Основні вантажопасажирські перевезення здійснюються через залізничну станцію Рівне, відстань до якої 7 км.

До міжнародної автомагістралі Е-40 (М-06) Краків — Перемишль — Львів — Рівне — Житомир — Київ — Полтава — Харків — Луганськ 8 км, а національна автомобільна дорога Н-22 Устилуг — Луцьк — Рівне проходить через с. Обарів. До аеропорту м. Рівне 5 км.

## Населення
3561 особа, з них 2122 працездатних. Безробітних 1049 осіб (624 чоловіки і 425 жінок).

### Мова
Розподіл населення за рідною мовою за даними перепису 2001 року:
| Мова            | Кількість | Відсоток |
| --------------- | --------- | -------- |
| українська      | 2869      | 98.02%   |
| російська       | 54        | 1.85%    |
| румунська       | 2         | 0.07%    |
| білоруська      | 1         | 0.03%    |
| інші/не вказали | 1         | 0.03%    |
| Усього          | 2927      | 100%     |

## Історія

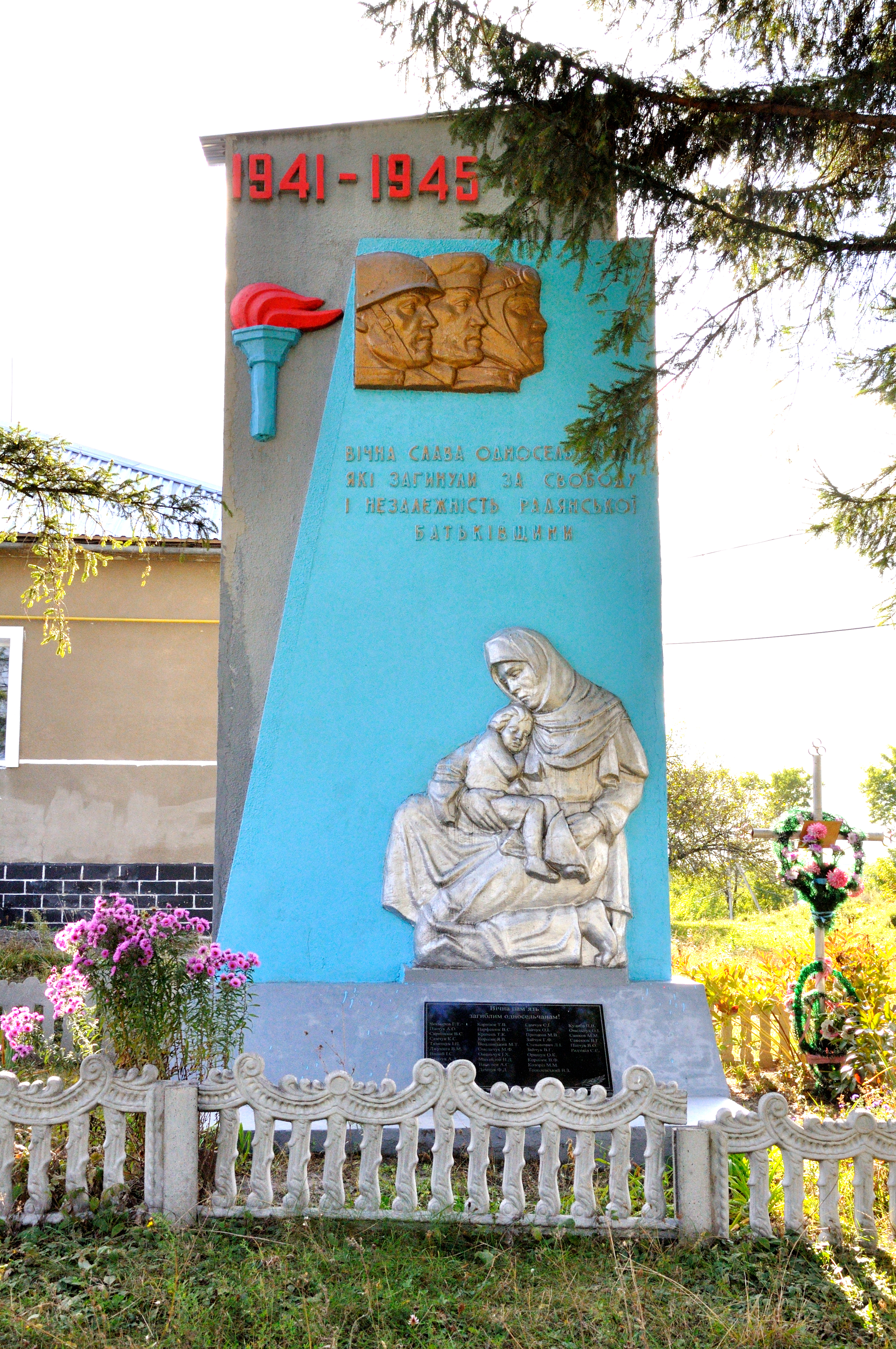
Пам'ятник воїнам-односельцям, с. Обарів

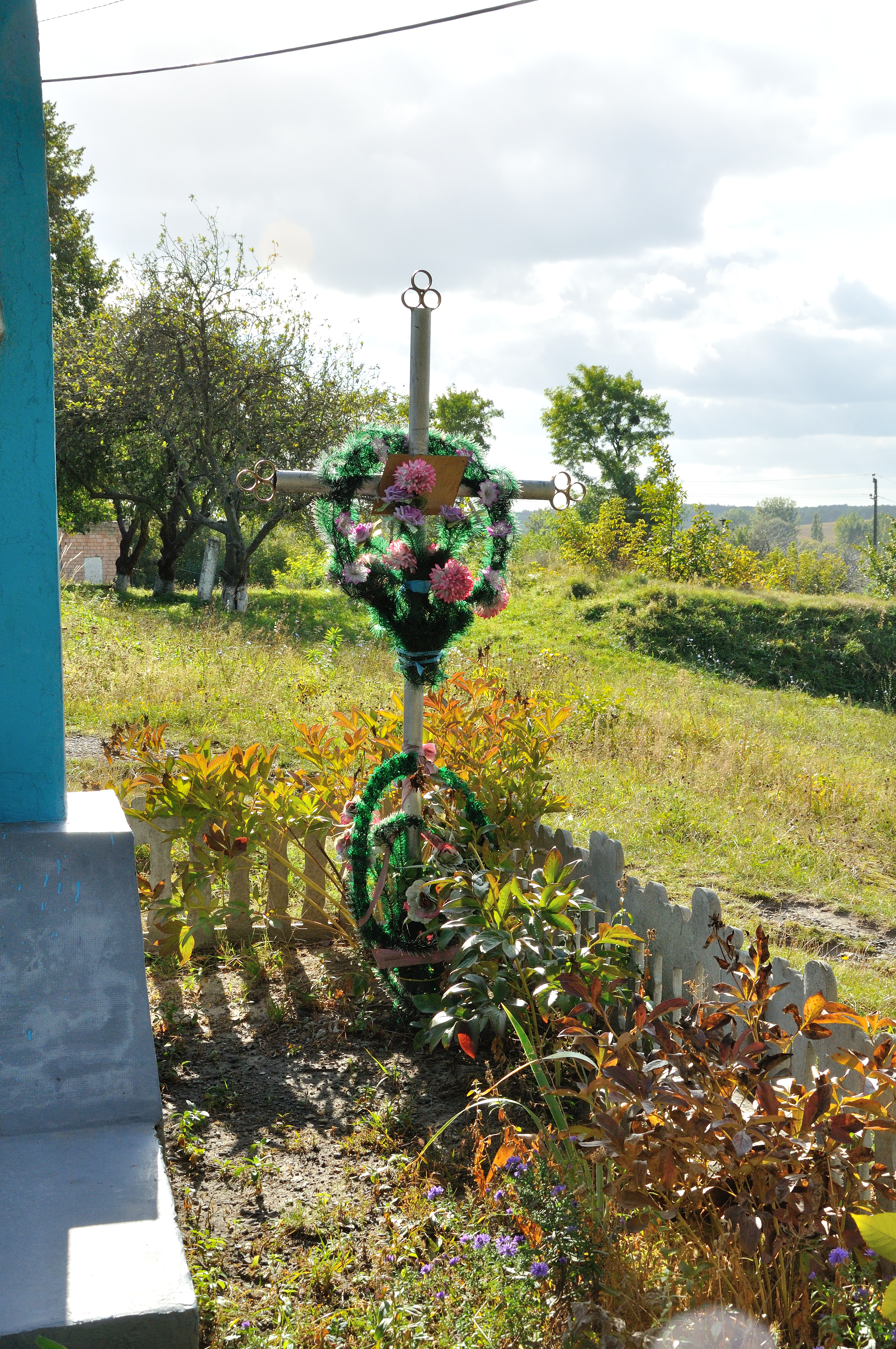
Могила невідомого солдата, с. Обарів

Обарів згадують в Акті від 9 липня 1463 року за яким брати князі Василь, Семен і Солтан «отчині і дідичі Збаразькі» поділили між собою князівське володіння. Зокрема, Солтану Несвіцькому надано два Бутини, Городок, Манів, Олексинець, два Вишнівці, села Караєвичі, Обарів і Тинне в Луцькому повіті та інші села переважно на Шумщині та Лановеччині в Крем'янецькому повіті.
Процитований документ зберігається в архіві князів Любартовичів Сангушків у Славуті (Archiwum książąt Lubartowiczow Sanguszkow w Sławucie. T.1 1366-1506. S.53).
Входило воно тоді до складу Великого князівства Литовського. Після підписання Люблінської унії у 1569 році с. Обарів увійшло до складу Луцького повіту Речі Посполитої. Належало воно в той час Києво-Печерській лаврі. Населення займалося сільським господарством, передусім землеробством. Вирощували жито, овес, ячмінь. Також населення займалося лісовими промислами, рибальством, бджільництвом та мисливством.
Кожне господарство (дим) користувалося волокою — ділянкою землі, яка мала 30 моргів. На одну волоку або лан припадало близько 18 чоловік сільського населення. Були ще городники (володіли лише присадибними ділянками), халупники чи комірники (крім власної хати, нічого не мали) і підсусідки, що жили в чужих хатах. Кілька димів (3-8) складали дворище, а з дворищ утворювалося село.
У другій половині XVIII ст. село належало греко-католицькому митрополиту Теодосію Ростоцькому. Імператриця Катерина II, вирішивши, що митрополит співчував польському повстанню під керівництвом Тадеуша Костюшка, конфіскувала його маєтності і «жалувала» їх наближеним до неї особам (всі вони були росіянами — опорою імператорського престолу на новоприєднаних землях). Так, 25 липня 1796 року, А. Макарову було призначено 509 душ селян у селах Обарів і Журжинці.
Дерев'яна церква в селі Обарів була збудована у 1781 р. і є діючою до наших днів.

## Готель
У селі збудували 4-х зірковий готель «Парк-готель Швейцарія». Розташовується готель на березі ставка, за адресою вулиця Соборна 51.